# Lenguas minoritarias de la República Checa
El idioma oficial de la República Checa es el checo. El alemán, polaco, húngaro y ucraniano están reconocidos como lenguas minoritarias oficiales. El vietnamita y bielorruso se reconocieron oficialmente como idiomas minoritarios en la República Checa en 2013, que incluye el derecho a utilizar esos idiomas en tribunales y lugares públicos, así como en programas de radio y televisión. La República Checa firmó la Carta Europea de las Lenguas Minoritarias o Regionales en 2000. El romaní, eslovaco y serbio también se hablan en el país.